# Kolonie Aden
De kolonie Aden (Arabisch: مستعمرة عدن, Engels: Colony of Aden) is een voormalige Britse kolonie rond de stad Aden in het zuiden van het Arabisch Schiereiland die tevens de eilanden Kamaran en Perim en de Kuria Muria-archipel omvatte. De kolonie bestond van 1937 tot 1963.

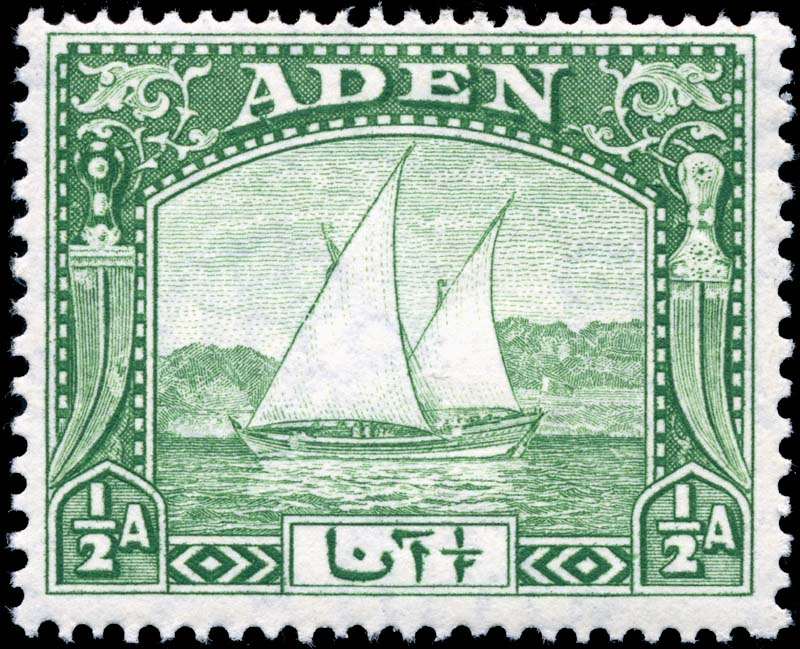
Postzegel uit Aden

Voor 1937 werd het gebied bestuurd als een onderdeel van Brits-Indië. In 1963 gaven de Britten direct koloniaal bestuur op en werd de kolonie onder de naam Staat Aden een deelstaat van de Zuid-Arabische Federatie, een Brits protectoraat. 